# Saprinus caerulescens
Saprinus caerulescens es una especie de escarabajo del género Saprinus, familia Histeridae. Fue descrita científicamente por Hoffmann en 1803.
Se distribuye por Europa. Especie suele ser encontrada sobre la carroña; también se ha encontrado sobre cadáveres de animales de gran tamaño (vacas, camellos, entre otros).